# Emmy Wolff
Emmy Wolff (auch Wolf; *  25. Dezember 1890 in Bernburg an der Saale; † 9. November 1969 in Haslemere, Surrey/England) war eine deutsch-britische Pädagogin, Wohlfahrtspflegerin, Lyrikerin sowie frauenbewegte Publizistin und Aktivistin.

## Leben und Wirken
Sie war das älteste von drei Kindern des  Bankiers Paul Wolff und dessen Ehefrau Julie, geb. Fließ. Die Mutter betätigte sich ehrenamtlich in der lokalen jüdischen Gemeinde. Wolff besuchte eine Höhere Töchterschule und anschließend ein Mädchenpensionat. Von 1915 bis 1918 absolvierte sie  die Hochschule für Frauen in Leipzig. Anschließend setzte sie ihr Studium in München und Frankfurt am Main fort. Das Diplomstudium schloss Wolff als Sozial- und Verwaltungsbeamtin ab. 1924 promovierte sie zum Dr. rer. pol. an der Frankfurter Universität über Ein Mädchenclub und der Herkunftskreis seiner Mitglieder. Ein Beitrag zum Problem der Erfassung schulentlassener weiblicher jugend durch die Jugendpflege über ein frauenbezogenes Thema.
1925 wurde Wolff Assistentin der Reichstags-Politikerin Gertrud Bäumer, die sie in das Redaktionsteam der Zeitschrift Die Hilfe (verantwortlich: Theodor Heuss) berief. Von 1927 bis 1931 war sie Geschäftsführerin des Bundes Deutscher Frauenvereine (BDF). In dieser Funktion edierte sie  mit Alice Bensheimer (der Schwester von Ida Dehmel) drei Jahre das Nachrichtenblatt des Bundes Deutscher Frauenvereine. Außerdem gab Wolff im Auftrage des BDF das Jahrbuch der Frauenbewegung 1927/28–31 heraus und publizierte Artikel für die bürgerlich-konservative Zeitschrift der Frauenbewegung Die Frau. Des Weiteren war sie als Dozentin an der Deutschen Akademie für soziale und pädagogische Frauenarbeit tätig  sowie im Sozialpädagogischen Seminar des Vereins Jugendheim.
Wolffs langjährige Lebenspartnerin Hilde Lion verließ bald nach der Machtübernahme Berlin und ging nach England. Dort gründete sie die Stoatley Rough School, eine Quäkereinrichtung. 1935 folgte Wolff ihrer Lebenspartnerin. Die beiden Frauen arbeiteten  über viele Jahre an der Stoatley Rough School, auch als Lion sich einer anderen Frau, der Musikpädagogin Luise Leven, zuwandte.
1957 ging Emmy Wolff in den Ruhestand. Sie besuchte nur noch sporadisch Deutschland.

## Werke (Auswahl)
- Die sozialen Jugendgemeinschaften, ihr Werden und ihr Ziel, in: Die Frau 1920, 28. Jg., H. 3
- Ein Mädchenklub und der Herkunftskreis seiner Mitglieder. Ein Beitrag zum Problem der Erfassung schulentlassener weiblicher Jugend durch die Jugendpflege, Frankfurt a/M. 1924 (unveröffentl. Dissertation)
- Frauengenerationen in Bildern, Berlin 1928
- Studentinnen im Tagesroman von heute, in: Die Frau 1928, 36 Jg., S. 482
- „Frauen in Not“. Betrachtungen zu einer Kunstausstellung, in: Die Frau 1931, 39. Jg., H. 2, S. 99–104
- Die Frau im Deutschen Volk. Gesamteindruck der Ausstellung Berlin 1933 [Die Frau in Familie, Haus und Beruf], in: Die Frau, H. 7, 40. Jg., S. 421–432
- Hymnen an die Einsamkeit, in: Der Morgen, 1935/36, Heft 11, S. 490
- Die sozialen Jugendgemeinschaften, ihr Werden und ihr Ziel, in: Dritte Generation. Für Gertrud Baeumer, hrsg. von Hilde Lion, Irmgard Rathgen und Else Ulich-Beil